# Старе танго
«Старе танго» — радянський телефільм-балет за мотивами австрійського музичного фільму «Петер» 1934 року, поставлений режисером Олександром Бєлінським і балетмейстером Дмитром Брянцевим в 1979 році, на музику Тимура Когана.

## Сюжет
Вуличний злодюжка-кишеньковий злодій рятуючись від погоні, обмінюється одягом з дівчиною, яка тільки що втратила роботу. З цього моменту в місті з'являється новий мешканець — «хлопчисько» на ім'я Петер. Доля розпоряджається таким чином, що він потрапляє в будинок багатого пана як прислуга. «Петер», вона ж Франческа, закохана в пана, який навіть не здогадується, що перед ним переодягнена дівчина. У нього своє життя, кохана… Намагаючись привернути до себе увагу «Петер» виливає каву на кохану пана. А на балу у фраку злодюжки, танцює танго з дамою пана, за що опиняється вигнаним з балу. Інтриги проти «Петера» чекають і вдома. Камердинер мстить тому, підкидаючи у фрак намисто пана, призначене його коханої. «Петер» знімає маску. Пан бачить перед собою образ своєї мрії, при цьому дає їй розрахунок і звільняє. Злодюжка, поспівчувавши, повертає їй сукню і парасольку. Франческа залишається одна.

## У ролях
- Катерина Максимова —  Франческа / «Петер»
- Сергій Радченко —  Пан, хазяїн «Петера»
- Олена Балуєва —  наречена пана
- Маргарита Зеніна —  служниця
- Борис Надточій —  камердинер
- Галі Абайдулов —  злодій
- Артисти балету Ленінградського Академічного театру опери та балету ім. С. М. Кірова

## Знімальна група
- Автори сценарію і режисери-постановники:
  -  Олександр Бєлінський
  -  Дмитро Брянцев
- Хореограф:  Дмитро Брянцев
- Композитор:  Тимур Коган
- Оператор-постановник:  Роман Черняк
- Художник-постановник:  Лариса Луконіна
- Оркестр Академічного Малого театру опери та балету
  - Диригент:  Станіслав Горковенко
- Директор фільму: Ю. Гончаров